# 18158 Nigelreuel
18158 Nigelreuel este un asteroid din centura principală de asteroizi.

## Descriere
18158 Nigelreuel este un asteroid din centura principală de asteroizi. A fost descoperit pe 1 august 2000 la Socorro, New Mexico, în cadrul proiectului LINEAR. Asteroidul prezintă o orbită caracterizată de o semiaxă mare de 2,41 ua, o excentricitate de 0,13 și o înclinație de 7,2° în raport cu ecliptica.